# Бет Шрівер
Бет Шрівер (англ. Beth Shriever, нар. 19 квітня 1999) — британська велогонщиця, олімпійська чемпіонка 2020 року у виді BMX Racing.

## Виступи на Олімпіадах
| Олімпіада  | Дисципліна | Місце |
| ---------- | ---------- | ----- |
| Токіо 2020 | BMX-гонки  | 1     |